# Attica Locke
Pour les articles homonymes, voir Locke.
Œuvres principales
- Bluebird, Bluebird
- Pleasantville

Attica Locke, née en 1974 à Houston, au Texas, est une romancière, scénariste et productrice de télévision américaine.

## Biographie
Attica Locke fait ses études supérieures et obtient un diplôme de l'Université Northwestern. Elle obtient une bourse pour travailler au sein du Sundance Institute et collabore, sans être créditée, à l'écriture de plusieurs scénarios pour des productions de grands studios d'Hollywood comme la Paramount, la Warner Bros, les studios Disney, la Twentieth Century Fox, les productions Jerry Bruckheimer Films et pour des sociétés de production de séries télévisées comme HBO, Dreamworks ou Silver Pictures. Ensuite elle travaille comme scénariste et productrice pour Netflix, notamment avec Ava DuVernay.
Elle se lance dans l'écriture et publie en 2009 son premier roman policier Black Water Rising qui est couronné par le Prix Edgar Poe. Elle continue de publier des romans policiers proches du thriller, qui sont traduits en plusieurs langues, espagnol, suédois, allemand, néerlandais, italien, polonais, japonais, dont trois en français dans la collection Série noire des éditions Gallimard.
En 2015, elle se lance dans la production de cinq épisodes de la série télévisée Empire.
Elle vit à Los Angeles avec son mari et sa fille. Elle a pour sœur l'actrice et romancière Tembi Locke.

## Œuvres

### SérieJay Porter
1. Marée noire, Gallimard, coll. « Série noire », 2011 ((en) Black Water Rising, Amistad, 2009), trad. Clément Baude  (ISBN 978-2-07-013028-3)Réédition, Gallimard, Folio policier no 687, 2013 (ISBN 978-2-07-045052-7)
2. Pleasantville, Gallimard, coll. « Série noire », 2017 ((en) Pleasantville, Harper, 2015), trad. Clément Baude  (ISBN 978-2-07-010660-8)Réédition, Gallimard, Folio policier no 883, 2019 (ISBN 978-2-07-284078-4)

### SérieDarren Mathews
1. Bluebird, Bluebird, Liana Levi, 2021 ((en) Bluebird, Bluebird, Mulholland Books, 2017), trad. Anne Rabinovitch  (ISBN 979-10-349-0266-8)Réédition, Gallimard, Folio policier no 957, 2022 (ISBN 978-2-07-296507-4)
2. Au paradis je demeure, Liana Levi, 2022 ((en) Heaven, My Home, Mulholland Books, 2019), trad. Anne Rabinovitch  (ISBN 979-10-349-0515-7)Réédition, Gallimard, Folio policier no 994, 2023 (ISBN 978-2-07-302470-1)
3. Il est long le chemin du retour, Liana Levi, 2025

### Roman indépendant
- Dernière Récolte, Gallimard, coll. « Série noire », 2014 ((en) The Cutting Season, Harper, 2012), trad. Clément Baude  (ISBN 978-2-07-014020-6)Réédition, Gallimard, Folio policier no 802, 2016 (ISBN 978-2-07-046928-4)

## Filmographie

### En tant que scénariste
- 1999 : Number One with a Bullet, épisode 16, saison 3 de la série télévisée américaine Demain à la une (Early Edition), réalisé par David Petrarca, avec Kyle Chandler.

### En tant que productrice
- 2015 : Empire, 5 épisodes

## Prix et distinctions

### Prix
- Prix Edgar-Allan-Poe 2010 du meilleur premier roman pour Black Water Rising[7]
- Prix Edgar-Allan-Poe 2018 du meilleur roman pour Bluebird, Bluebird[8]
- Prix Anthony 2018 du meilleur roman pour Bluebird, Bluebird[9]
- Prix CWA Ian Fleming Steel Dagger 2018 pour Bluebird, Bluebird[10]

### Nominations
- Gold Dagger Award 2015 pour Pleasantville[10]
- Prix Macavity 2018 du meilleur roman pour Bluebird, Bluebird[11]
- Gold Dagger Award 2018 pour Bluebird, Bluebird[10]
- Prix Lefty 2020 du meilleur roman pour Heaven, My Home[12]
- Gold Dagger Award 2025 pour Guide Me Home[10]